# Nazionale femminile di pallavolo dell'Estonia
La nazionale femminile di pallavolo dell'Estonia è una squadra europea composta dalle migliori giocatrici di pallavolo dell'Estonia ed è posta sotto l'egida della Federazione pallavolistica dell'Estonia.

## Rosa
Segue la rosa delle giocatrici convocate per l'European Golden League 2024.
| N° | Nome                | Ruolo | Data di nascita  | Squadra         |
| -- | ------------------- | ----- | ---------------- | --------------- |
| 1  | Nette Peit          | S     | 27 marzo 1992    | TalTech         |
| 2  | Nora Lember         | S     | 31 ottobre 2005  | TLÜ             |
| 4  | Kristiine Miilen    | S     | 4 dicembre 1996  | Vandœuvre Nancy |
| 5  | Liis Kullerkann     | C     | 2 maggio 1991    | Rae             |
| 6  | Mirjam Kask         | C     | 29 aprile 2007   | Rae             |
| 7  | Marily Lass         | S     | 29 aprile 2002   | TalTech         |
| 8  | Salme Hollas        | S     | 9 giugno 2004    | Duo             |
| 9  | Carmel Vares        | O     | 25 marzo 2006    | RC Cannes       |
| 10 | Melissa Varlõgina   | P     | 19 aprile 1999   | CSKA Sofia      |
| 11 | Kertu Laak          | O     | 21 febbraio 1998 | BKS             |
| 12 | Janelle Leenurm     | L     | 24 ottobre 2005  | Audentese       |
| 13 | Silvia Pertens      | S     | 2 giugno 1998    | Rae             |
| 15 | Johanna Sova        | C     | 1º ottobre 2005  | TalTech         |
| 16 | Karolina Kibbermann | P     | 14 febbraio 2002 | TalTech         |
| 17 | Häli Vahula         | P     | 13 luglio 2004   | Duo             |
| 21 | Kadri Kangro        | L     | 23 agosto 2004   | Duo             |
| 22 | Liisbet Pill        | C     | 12 febbraio 2003 | Duo             |

## Risultati

### Competizioni CEV
| 1949 | non esistente   | -            |
| 1950 | non esistente   | -            |
| 1951 | non esistente   | -            |
| 1955 | non esistente   | -            |
| 1958 | non esistente   | -            |
| 1963 | non esistente   | -            |
| 1967 | non esistente   | -            |
| 1971 | non esistente   | -            |
| 1975 | non esistente   | -            |
| 1977 | non esistente   | -            |
| 1979 | non esistente   | -            |
| 1981 | non esistente   | -            |
| 1983 | non esistente   | -            |
| 1985 | non esistente   | -            |
| 1987 | non esistente   | -            |
| 1989 | non esistente   | -            |
| 1991 | non esistente   | -            |
| 1993 | non qualificata | -            |
| 1995 | non qualificata | -            |
| 1997 | non qualificata | -            |
| 1999 | non qualificata | -            |
| 2001 | non qualificata | -            |
| 2003 | non qualificata | -            |
| 2005 | non qualificata | -            |
| 2007 | non qualificata | -            |
| 2009 | non qualificata | -            |
| 2011 | non qualificata | -            |
| 2013 | non qualificata | -            |
| 2015 | non qualificata | -            |
| 2017 | non qualificata | -            |
| 2019 | 23º posto       | Convocazioni |
| 2021 | non qualificata | -            |
| 2023 | 23º posto       | Convocazioni |

| 2009 | non qualificata | -            |
| 2010 | non qualificata | -            |
| 2011 | non qualificata | -            |
| 2012 | non qualificata | -            |
| 2013 | non qualificata | -            |
| 2014 | non qualificata | -            |
| 2015 | non qualificata | -            |
| 2016 | non qualificata | -            |
| 2017 | non qualificata | -            |
| 2018 | non qualificata | -            |
| 2019 | non qualificata | -            |
| 2021 | non qualificata | -            |
| 2022 | non qualificata | -            |
| 2023 | non qualificata | -            |
| 2024 | 11º posto       | Convocazioni |

| 2018 | 4º posto        | Convocazioni |
| 2019 | 5º posto        | Convocazioni |
| 2021 | 5º posto        | Convocazioni |
| 2022 | 4º posto        | Convocazioni |
| 2023 | 1º posto        | Convocazioni |
| 2024 | non qualificata | -            |